# بروس إل. إدواردز
بروس إل. إدواردز (بالإنجليزية: Bruce L. Edwards)‏ هو صحفي أمريكي، ولد في 5 سبتمبر 1952 في آكرون في الولايات المتحدة، وتوفي في 28 أكتوبر 2015 في كاتي في الولايات المتحدة.